# 고묘젠지

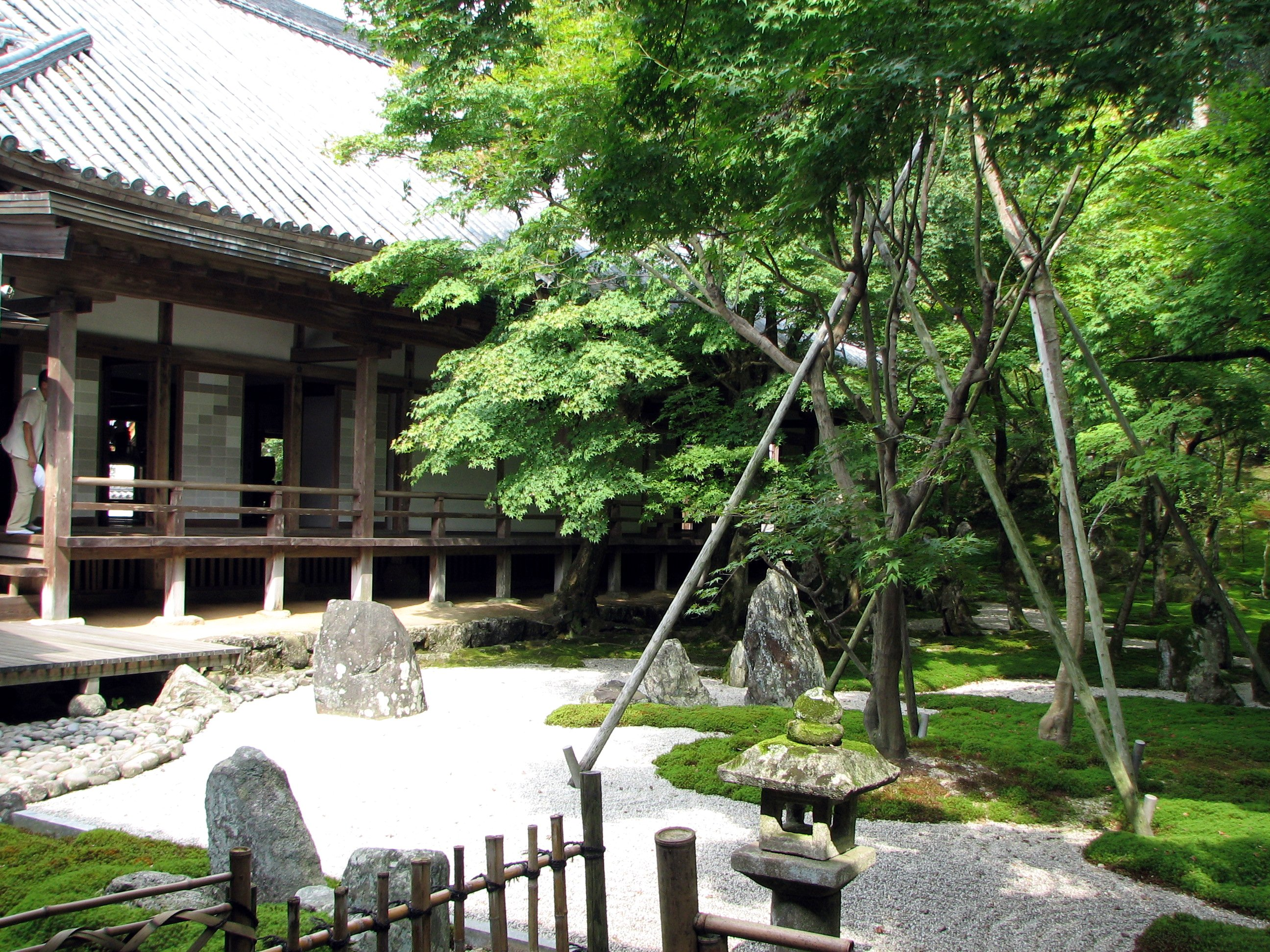
고묘젠지

고묘젠지(일본어: 光明禅寺)은 일본 후쿠오카현 다자이후시에 있는 사찰이다. 1272년 창건되었다.

## 같이 보기
- 간제온지
- 일본 정원